# Sportåret 1808

## Händelser

### Boxning
- 10 maj

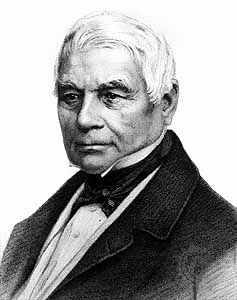
John Gully.

  - John Gully besegrar Bob Gregson i Woburn och försvarar därmed sin engelska mästerskapstitel i tungvikt. Matchen varar i en timme och 15 minuter över 24 ronder.[1] Gully drar sig senare under året tillbaka och ger därmed upp sin engelska mästerskapstitel i tungvikt.[2]
  - Tom Cribb besegrar George Horton i Woburn. Matchen varar i 25 ronder.[3]

- 25 oktober – Tom Cribb besegrar Bob Gregson i Moulsey Hurst och gör anspråk på den engelska mästerskapstiteln i tungvikt. Matchen varar i 45 minuter över 23 ronder.[3]